# 七宝站 (日本)
七宝站（日语：／ Shippō eki */?）是屬於日本名古屋铁道（名铁）津岛线的鐵路车站，位于爱知县海部市七宝町冲之岛。车站编号为TB02。本站虽然是舊海部郡七宝町内唯一的火车站，但由于距离七宝町中心地区较远，乘客数与邻接的甚目寺站和木田站相比更少，且仅有普通电车在此停靠。

## 车站构造
本站为设有2台2线的侧式站台的地上站，也是設有集中管理系统的无人站，由须口站進行远程管理。往津岛方向的月台可停靠6节编组电车，往名铁名古屋方向的月台則能停靠8节编组。本站僅在北邊設置驗票閘口，而两个月台之間透过车站内的平交道口连接。站內设有自动检票机和按钮式自动售票机。上行（名铁名古屋方向）的月台上則设有男女厕所和多用途厕所。

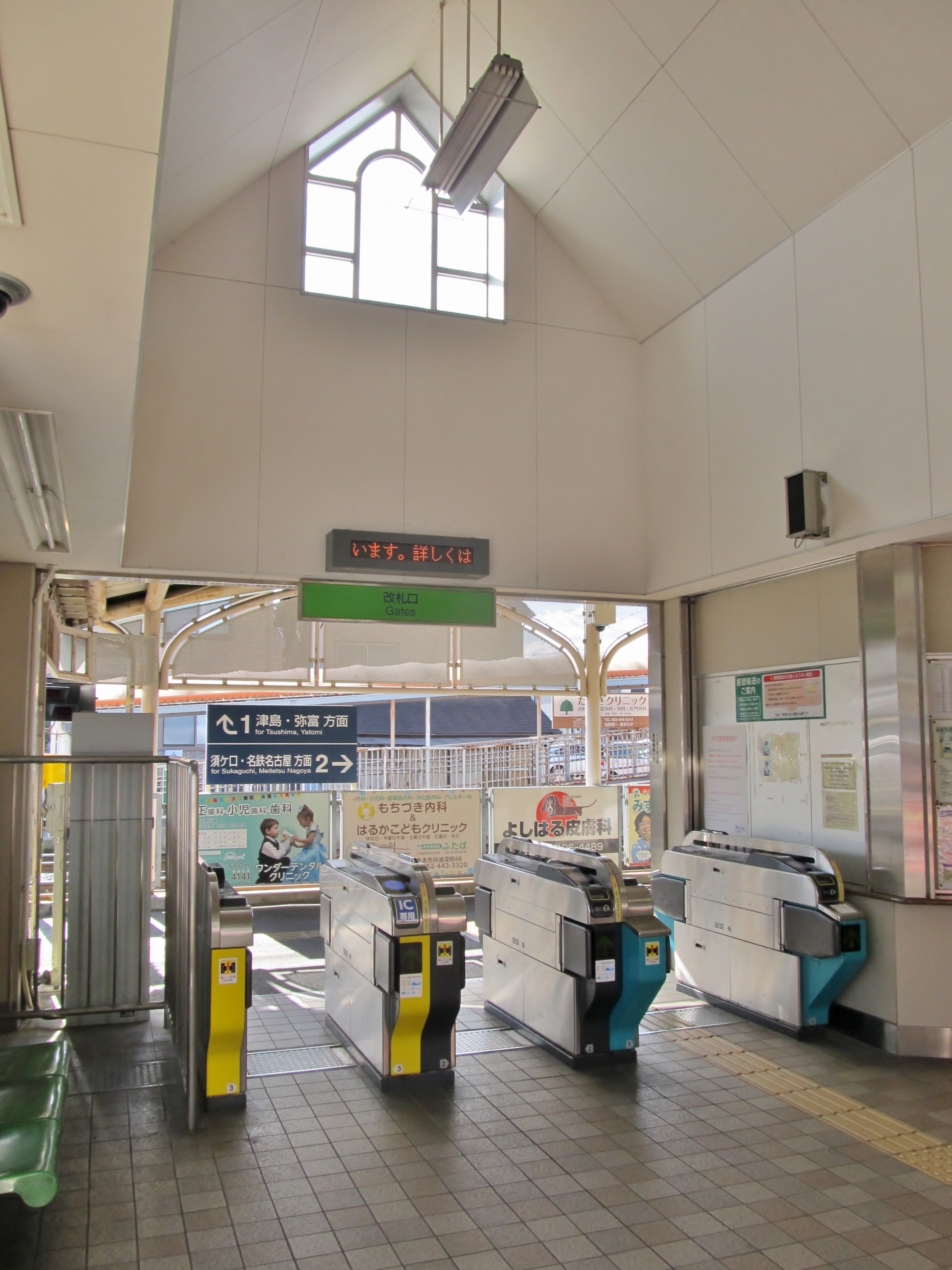
驗票閘口（2022年1月）
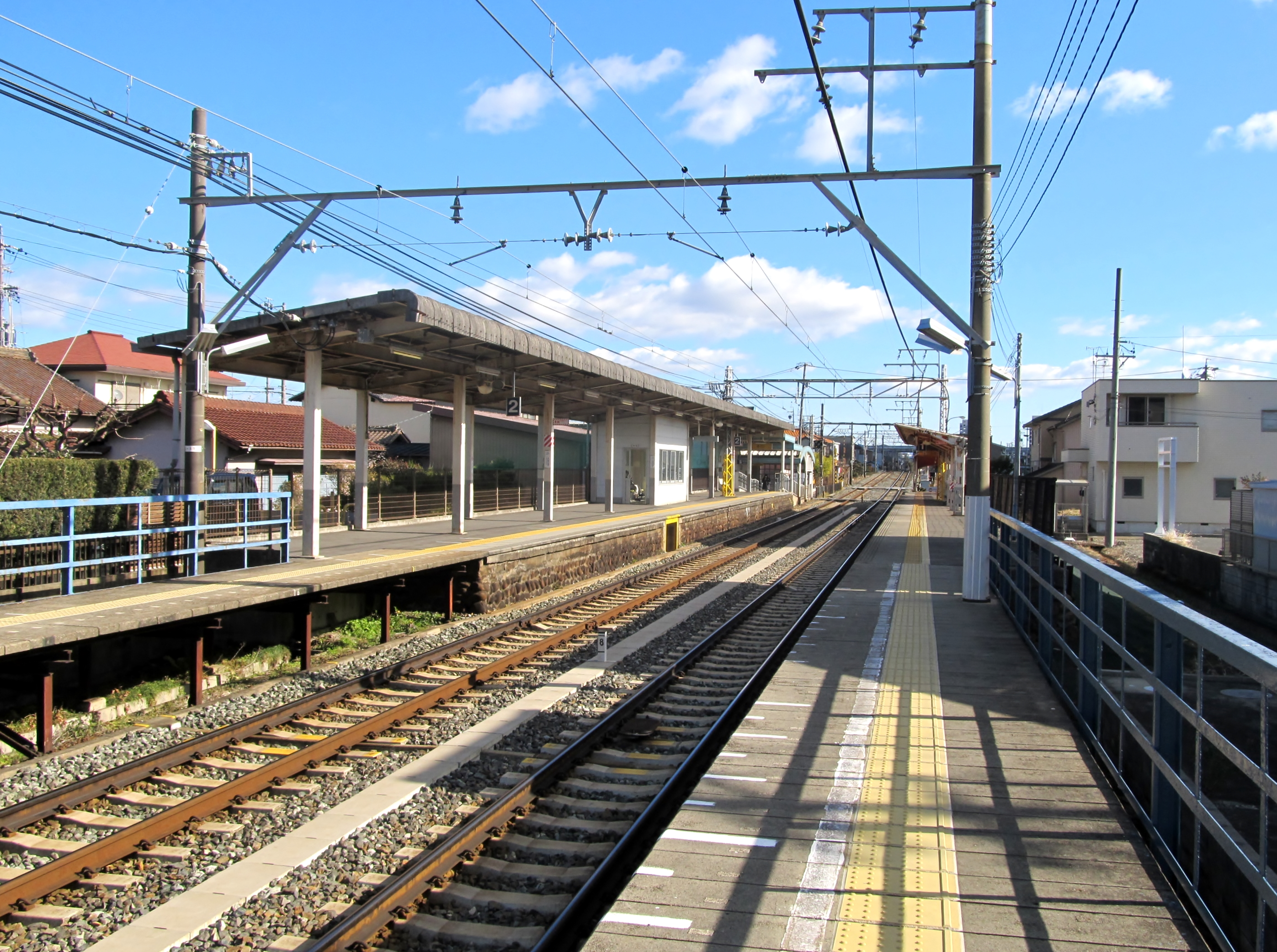
月台（2022年1月）
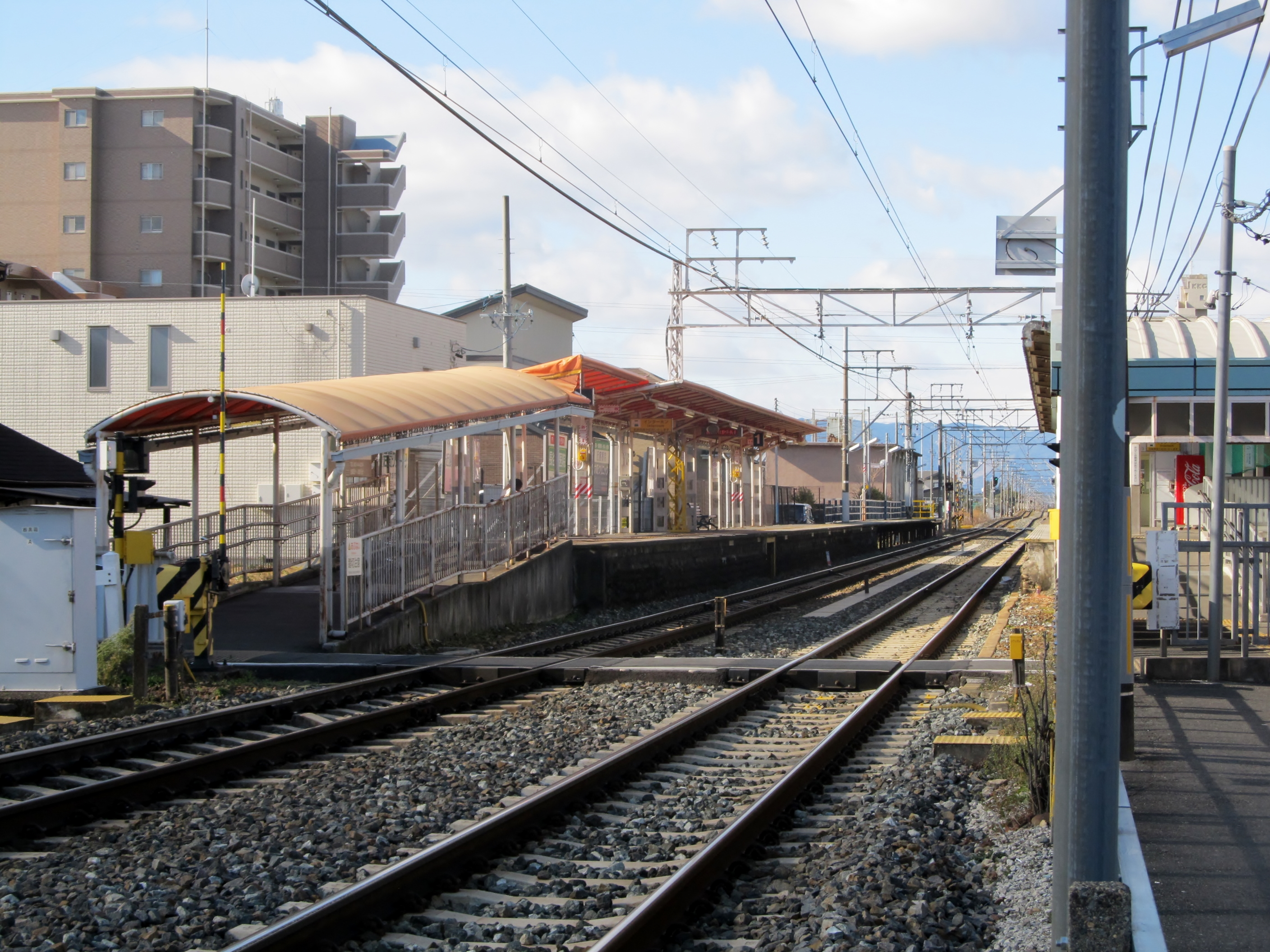
平交道（2022年1月）

### 月台配置
| 月台 | 路線   | 方向 | 目的地           |
| ---- | ------ | ---- | ---------------- |
| 1    | 津島線 | 下行 | 津島方向         |
| 2    | 津島線 | 上行 | 須口、名古屋方向 |

### 配线图
| ← 津岛、 弥富方向 | 七宝站配线图 | → 须口、 名铁名古屋方向 |
| 图例 参考文献：   |              |                         |

## 使用情况
- 根据《名铁120年：近20年的步伐》，2013年本站日均旅客量（包含上、下车）为4499人，在名铁全线（共275站）中居于第92位，在津岛线（共8站）内位列第五[3]。
- 根据《名古屋铁道百年史》，1992年本站日均旅客量为4855人。除去岐阜市内线单一票价区间内的各站（包括岐阜市内线、田神线、美浓町线的彻明町站——琴冢站区间），在名铁全线（当时共342站）中居于第96位，在津岛线（共8站）中位列第六[4]。
- 根据《爱知县统计年鉴》，2007年本站日均乘车人数为2067人，2008年为2111人。

## 车站周边
- 海部市立七宝北中学（步行约25分钟）
- 海部市七宝烧艺术村
- 富冢邮局
- 爱知县道139号须成七宝稻泽线

## 历史
- 1914年（大正3年）1月23日：开通。
- 1952年（昭和27年）3月25日：无人化。
- 1961年（昭和36年）10月15日：改为业务委托站，再次配置站务员。
- 2005年（平成17年）7月14日：启用交通卡“トランパス”及车站集中管理系统，再次改为无人站[5]。
- 2006年（平成18年）11月8日：一名女初中生在站内平交道口与一列回送列车相撞死亡。
- 2011年（平成23年）2月11日：启用新交通卡“manaca”。
- 2012年（平成24年）2月29日：停用“トランパス”系统。

## 相鄰車站
名古屋鐵道
 津島線
■特急、■急行、■准急
通過
■普通
甚目寺（TB01）－七寶（TB02）－木田（TB03）

## 外部連結
- 七寶 - 名古屋鐵道